# Tagebuch eines Landpfarrers
Tagebuch eines Landpfarrers (Originaltitel: Journal d’un Curé de Campagne) ist ein französisches Filmdrama unter der Regie von Robert Bresson aus dem Jahr 1951, der das „Leben und Sterben eines begnadeten Priesters“ zum Thema hat. Der Film, in dem Claude Laydu die Titelrolle spielt, beruht auf dem gleichnamigen Roman von Georges Bernanos. Viele Textstellen des Buches wurden wörtlich übernommen.
1936 erhielt Bernanos Werk den Grand Prix du Roman der Académie française. Der Film wurde auf den Filmfestspielen in Venedig 1951 mit dem Silbernen Löwen ausgezeichnet.

## Handlung
Ein junger Pfarrer wird nach Ambricourt, eine bitterarme und hinterwäldlerische Landgemeinde im Artois, versetzt. Er glaubt daran, dass er die Menschen zu ihrem Glauben zurückführen und in seiner Gemeinde ein religiöses Zentrum schaffen kann. Bei den Dorfbewohnern ist er jedoch nicht willkommen. Sie sind überfordert und mit seiner fast fanatischen Art erreicht er genau das Gegenteil dessen, was er wollte. Die Menschen ziehen sich immer mehr von ihm zurück. Auch um die Kinder des Dorfes bemüht er sich vergebens, die ihn hinter seinem Rücken verspotten. Besonders betrübt es ihn, dass sogar Séraphita, eine Schülerin, von der er sich einiges versprochen hatte, mitmacht.
Stets mit sich und seinen Gedanken ganz allein, hadert er mit sich selbst, dass es ihm nicht gelingt, seine Sicht der Dinge anderen nahezubringen. Er führt ein Tagebuch, in dem er all seine Gedanken, Zweifel und Hoffnungen notiert, aber auch sein großes Leid und seine Schmerzen. Er resümiert über Reichtum und Armut, und auch seine Betrachtungen zu Sünden und zur Beichte schreibt er nieder. Sein Tagebuch enthält auch den düsteren Satz: „In mir ist Nacht“. Der junge Pfarrer wird immer wieder von unerträglichen Schmerzen heimgesucht. Da er sich ausschließlich von Zucker, Brot und billigem Wein ernährt, verbreitet sich im Dorf das Gerücht, dass er ein Trinker sei. Auch seine Kollegen halten nichts von seiner asketischen Lebensweise. In seiner Familie gab es wiederholt Probleme mit Alkoholikern. Der junge Pfarrer jedoch taucht sein Brot in Wein, um sich immer wieder das Abendmahl vor Augen zu führen. Einzig einem älteren Pfarrer aus der Nachbargemeinde Torcy vertraut er sich an, kann jedoch die Ratschläge, die dieser ihm gibt, nicht umsetzen.
Vergeblich versucht der Pfarrer, dem Arzt des Dorfes und Freund des Pfarrers von Torcy Delbende, in dessen tiefer Glaubenskrise beizustehen. Der Arzt wählt den Freitod. Da der junge Pfarrer mit den Dorfbewohnern so schlecht zurechtkommt, sucht er die Herrschaften im nahen Schloss auf, stößt jedoch auch dort auf Ablehnung. Der Schlossherr hat kein Interesse daran ihm zu helfen und seine Frau, die Gräfin, hat sich seit dem frühen Tod ihres Sohnes vor vielen Jahren völlig in sich zurückgezogen und ist noch nicht einmal in der Lage, sich um ihre Tochter Chantal zu kümmern. Das Mädchen wächst einsam ohne die Zuwendung von Vater und Mutter heran. Chantal fühlt sich hin- und hergerissen zwischen dem Wunsch, die Eltern zu lieben und ihrem Hass auf sie. Das Wissen darum, dass ihr Vater ein Verhältnis mit ihrer Privatlehrerin Fräulein Louise hat, macht die Situation für sie noch schwieriger. Sie versucht den Pfarrer dazu zu bringen, Louise aus dem Schloss zu jagen, hat jedoch keinen Erfolg. Auch Louise scheitert bei dem Versuch, den Pfarrer auf ihre Seite zu ziehen. Nun will sie ihn um jeden Preis loswerden und geht sogar so weit, einen anonymen Drohbrief zu schreiben.
Dem Pfarrer aus Ambricourt gelingt es zunächst nicht, die Gräfin aus ihrer Lethargie zu lösen. Er hat zwar einen starken, unbeirrbaren Glauben, doch keine Erfahrung in weltlichen Dingen. Er nimmt im Gegenteil so stark an der Trauer der Gräfin Anteil, dass er dadurch selbst geschwächt wird. Seine Krankheit gewinnt noch schneller Macht über seinen ohnehin ausgemergelten Körper. Erst spät öffnet sich die Gräfin ihm im Gespräch. Sie spürt, dass der Pfarrer ihre große Trauer auf sich lädt, und wirft das Bild ihres toten Sohnes ins Feuer. Noch in derselben Nacht erliegt die Gräfin einem Herzinfarkt. Sie hat dem Pfarrer jedoch einen Dankesbrief hinterlassen.
Chantal verbreitet im Dorf Halbwahrheiten über das letzte Gespräch zwischen ihrer Mutter und dem Pfarrer. Er könnte die Vorwürfe mit diesem Brief zwar entkräften, weigert sich aber, sich zu rechtfertigen. Nun gibt es niemanden mehr im Dorf, der noch mit ihm zu tun haben will. Der ältere Pfarrer aus Torcy setzt sich vergeblich für ihn ein. Inzwischen sind die Schmerzen des jungen Pfarrers noch schlimmer geworden. Eines Nachts bricht er auf dem Weg zur Kirche im Schlosspark zusammen und wird später von Séraphita gefunden. Er hat Blut verloren. Als er einen Arzt in Lille aufsucht, sagt dieser ihm, dass er Magenkrebs im Endstadium habe. So begibt er sich zu Louis Dufrety, einem Freund aus dem Priesterseminar. Er bittet ihn, den Pfarrer von Torcy zu verständigen. Wenig später verstirbt der junge Geistliche. Seine letzten Worte sind: „Alles ist Gnade.“ Der Pfarrer von Torcy betet für ihn; der Schluss zeigt ein graues Kreuz.

## Produktion

### Drehorte
Drehorte des von der Union Générale Cinématographique (UGC) produzierten Films waren das Schloss und die Schule von Équirre (das Schloss wurde 1984 bei einem Brand zerstört), die Umgebung von Hesdin und Torcy, alle im Département Pas-de-Calais, Frankreich. Gedreht wurde vom 6. März bis zum 19. Juni 1950.

### Erfolg und Hintergrund
In Frankreich war der Film ein großer nicht nur finanzieller Erfolg und begründete Robert Bressons internationalen Ruf als bedeutender Regisseur. Der französische Filmkritiker André Bazin widmete dem Film ein Essay und meinte, Tagebuch eines Landpfarrers dränge „sich mit einer quasi physischen Evidenz als ein Meisterwerk“ auf, der Film rühre, anders als Bressons voriger Film Die Damen vom Bois de Boulogne, „doch mehr das Herz als den Intellekt“. Insbesondere hat Bazin in diesem Essay auf die Möglichkeiten der Verfilmung von Literatur hingewiesen, die über vermeintlich „treue Adaptionen“ hinausgehen. Er schrieb: „Von den beiden ist es Bressons Film, der ‚literarisch‘ ist, während Bernanos‘ Roman von Bildern wimmelt.“ So vergleicht Bazin auch beispielsweise „die der Bilder entleerte und der Literatur zurückgegebene Leinwand“ mit den weißen Seiten in Texten Mallarmés und dem Schweigen Rimbauds, was – ein „erstaunliches Paradox“ – geradezu einen „Triumph des kinematographischen Realismus“ bedeute.
Auch der Schriftsteller Alfred Andersch hat ausdrücklich auf Bressons Film Tagebuch eines Landpfarrers verwiesen, „in dem sich die Qualität von Bernanos’ Buch spiegelt“. „Glücksfälle solcher Art“ seien „in der Filmgeschichte freilich rar.“
Der Film beginnt damit, dass man eine Hand sieht, die etwas in ein (Tage)Buch schreibt, dazu erklingt die monotone Melodie einer Stimme. Bereits in diesem Film verwendet Bresson das Mittel der Repetition, die er auch in seinen weiteren Filmen oft einsetzte. Die Trennung von Bild und Ton war ebenfalls ein Merkmal seiner Filme. Im gesamten Film erfahren wir den Namen des Landpfarrers von Ambricourt nicht. Claude Laydu, der die Hauptrolle innehat, ist laut Roger Ebert kaum als Schauspieler zu sehen. In seinem realen Leben sei er ziemlich lebhaft gewesen und habe unter anderem eine Gute-Nacht-Sendung für Kinder produziert und moderiert.
Bresson verwendete für seinen Film fast ausschließlich die wörtlich übernommenen Textstellen der Buchvorlage von Georges Bernanos. Nur wenig fügte er hinzu. Die bereits im Roman nur spärlich vorhandenen positiven Orientierungen, Glaubens- und Lehrsätze, an denen der Landpfarrer zweifelt, wurden im Film vollständig gestrichen. Besonders die langen Ausführungen des Pfarrers von Torcy fanden keine Beachtung. Alle Gespräche, Situationen und Personen wurde auf die Person und die Geschichte des Landpfarrers hin konzentriert. Bresson kürzte den Film bei den Schnittarbeiten noch einmal um 45 Minuten auf 110 Minuten und ließ Handlungsteile wegfallen, die nicht direkt im Zusammenhang mit der Entwicklung des Landpfarrers standen.
Martin Scorseses Filmdrama Taxi Driver soll maßgeblich inspiriert worden sein von Robert Bressons Porträt des Pfarrers im Tagebuch eines Landpfarrers. Der Charakter seines Taxifahrers Travis Bickle weist diverse Ähnlichkeiten mit dem Charakter des Landpfarrers auf. Beide Filme thematisieren Einsamkeit und Isolation, Obsession und ungestillte Sehnsüchte. Beide Filme wenden das Mittel der Kargheit an und zeichnen ein langsames Porträt des Unglücks und der Vereinsamung.
Auch Ingmar Bergmans Film Licht im Winter soll laut Ausführungen des Filmkritikers und Autors David Sterritt von Bressons Film stark inspiriert worden sein. Bresson arbeitete seit Tagebuch eines Landpfarrers oft mit Laienschauspielern zusammen. Claude Laydu, der den Landpfarrer spielte, war ein Theaterschauspieler mit wenig Erfahrung. Der Pfarrer von Torcy wurde unter einem Pseudonym von einem prominenten französischen Psychiater gespielt, dessen einzige Filmrolle es auch blieb.

### Veröffentlichung
Der 1950 gedrehte Film hatte am 7. Februar 1951 Premiere in Frankreich. In der Schweiz wurde er ebenso wie in Punta Del Este in Uruguay und in Brüssel in Belgien ebenfalls 1951 veröffentlicht. In Italien wurde der Film am 27. August 1951 auf den Internationalen Filmfestspielen von Venedig vorgestellt. Ins italienische Kino fand er im Juni 1952 den Weg, auch in London im Vereinigten Königreich wurde er im Jahr 1952 erstmals veröffentlicht. In den Vereinigten Staaten war der Film erstmals im April 1954 zu sehen, in Schweden im Oktober 1955, in Finnland im Dezember 1961 und in Dänemark im August 1967. In Australien wurde der Film am 7. Juni 1970 auf dem Adelaide Film Festival vorgestellt, in der Tschechischen Republik im Juli 1999 auf dem Internationalen Filmfestival Karlovy Vary. Im November 2002 war der Film erstmals in Hongkong zu sehen, im Februar 2004 erfolgte eine DVD-Veröffentlichung in Kanada und den USA. In Frankreich kam im Juli 2018 eine restaurierte Version erneut ins Kino. In Japan erschien der Film erstmals am 4. Juni 2021. Veröffentlicht wurde das Filmdrama zudem in Argentinien, Brasilien, Griechenland, Ungarn, in den Niederlanden, in Norwegen, Polen, Portugal, in der Sowjetunion, in Spanien, in der Türkei und im ehemaligen Jugoslawien.
In der Bundesrepublik Deutschland startete der Film am 8. April 1952 unter dem Titel Tagebuch eines Landpfarrers, unter dem er auch in Österreich veröffentlicht wurde. Der internationale englische Titel lautet Diary of a Country Priest.
Auf DVD ist dieser Film bisher nur in französischer Sprache mit englischen Untertiteln erhältlich. Herausgegeben wurde der Film sowohl von Criterion Collection sowie von Studio Canal jeweils unter dem englischen Titel Diary of a Country Priest. Studio Canal gab den Film zudem unter dem Originaltitel Journal d’un Curé de Campagne auf DVD heraus. Zudem gibt es eine italienische und eine kastilische Sprachversion.

## Rezeption

### Kritik
Das Lexikon des internationalen Films lobte: „Die unauffällige, von seelischem Kampf und Krebskrankheit gezeichnete Existenz eines jungen Pfarrers in der kleinen flandrischen Landgemeinde Ambricourt. Eine von großer optischer Klarheit und Einfachheit bestimmte, bekenntnishaft-monologische Romanverfilmung. Bresson schildert das Ringen eines katholischen Christen und Priesters um die Gnade des Glaubens in einer heillos erscheinenden Welt. – Sehenswert.“
Auch Cinema zeigte sich angetan und schrieb: „Mit poetisch-verdichtender Bildersprache und dem Verzicht auf herkömmliches Schauspiel stellt der Maler und Regisseur Robert Bresson (‚Pickpocket‘) das Innenleben seiner Figuren glaubwürdig dar. Fazit: Filmkunst substantiell, intensiv und ehrlich.“
Für Stephan Eicke von der Seite film-rezensionen handelt es sich bei dem Film um „ein deprimierend realistisches, langsam fließendes und Geduld erforderndes, einzigartiges Meisterwerk voll bitterer Tragik, die von der absoluten Kargheit der Bilder herrührt“. Weiter wird ausgeführt: „Das Scheitern der menschlichen Existenz als beeindruckend intensive Charakterstudie eines schwermütigen Priesters, der nur das Gute will, aber einsehen muss, dass mehr dazugehört, als nur ein guter Wille um sein Ziel erreichen zu können. Seine Hingabe zu Gott hat ihn von den Menschen nur immer weiter entfremdet, bis er schließlich an einem Punkt angekommen ist, an dem er selber erkennen muss, dass er nichts über die Menschen weiß – doch es ist längst zu spät, das zu ändern.“
Der Kritiker Roger Ebert schrieb, dieser Film sei die Geschichte eines Mannes, der dabei zu sein scheine, sich Gott als Opfer darzubieten. Neben Dreyers Historienfilm Die Passion der Jungfrau von Orléans werde ‚Tagebuch eines Landpfarrers‘ als einer der beiden größten katholischen Filme bezeichnet. Er selbst sehe sie beide als Tragödien über wahre Gläubige angesichts grausamer Gesellschaften. Bresson tue nichts Oberflächliches, um seinem Publikum zu gefallen. Seine Filme entfalteten sich langsam aus ihren Geschichten heraus und man werde belohnt, da sie zutiefst eindringlich seien. Bresson nehme die menschliche Natur und die Gleichgültigkeit der Welt sehr ernst. Er sei kein Katholik, sondern ein Agnostiker, der jeden Trost schätze, den seine Charaktere finden könnten, im oder außerhalb des Glaubens. Weiter erläuterte Ebert, auch wenn der Film auf den ersten Blick düster und deprimierend wirke, sei es doch so, dass Bressons Filme nicht im Moment lebten, sondern in voller Länge und er selbst sei die letzte Stunde des Films mehr gebannt gewesen als bei einem Thriller.
In der Reihe Film, Band 15 Robert Bresson, von Peter W. Jansen und Wolfram Schütte 1978 im Carl Hanser Verlag erschienen, ist zu lesen: „Die Zeit, die nicht mehr die rhythmisch gegliederte, gespannte und kontinuierliche der konventionellen Dramaturgie ist, sondern gleichförmig, bruchstückhaft, monoton abläuft, entspricht dem Erleben des Landpfarrers. Die qualvoll gleichen Szenen, die sich während zwei Stunden aneinanderreihen, die das immer gleiche Thema bis zum Untergang von Anfang an variieren und die den Betrachter wie in einen gigantischen Strudel hineinreißen, sind in ihrer Ausweglosigkeit die des Landpfarrers, der während eines Gespräches mit dem Curé de Torcy (Armand Guilbert) plötzlich inne wird, ›daß er sich schon immer auf dem Ölberg befunden hat‹.“ Wenige kurze, fast beiläufige Einstellungen enthielten fast schon „das ganze Thema des Films: physische Erschöpfung, Krankheit, der Abstand zwischen dem Pfarrer und den anderen Menschen, seine Fremdheit an jenem Ort, das Unbegreifliche seiner Existenz vor dem Alltäglichen seiner Umwelt“. Abschließend heißt es: Journal d’un Curé de Campagne sei ein Film „des Übergangs“, der „fast alle Momente der späteren Werke Bressons im Keim“ bereits enthalte.

### Historische Einordnung
Eine historische Einordnung des Films in die Geschichte des französischen Nachkriegskinos und in die Entwicklung von Robert Bressons Werk unternimmt der französische Filmkritiker Frédéric Bonnaud in einem Essay, der der DVD-Veröffentlichung des Films von Criterion im Jahre 2004 beigegeben wurde. Bonnauds Resümee: Der Film stehe für einen „Bruch in der Filmgeschichte“; er schreibt: „Bresson hatte noch nicht vollständig die Belanglosigkeiten des damaligen Kinos hinter sich gelassen. Aber der Film hinterließ bei seinen Zuschauern genug Spuren, um zu einem Meilenstein in der langsamen Befreiung des französischen Nachkriegskinos zu werden.“ Tagebuch eines Landpfarrers sei so etwas wie „das Porträt des Künstlers als Friedensstörer“. („truly a rupture in the history of cinema“; „Bresson was still shedding the contingencies of contemporary cinema. But the film left enough of a mark on its viewers to become a milestone in the slow liberation of postwar French cinema.“; „the portrait of the artist as disturber of the peace“.)

### Auszeichnungen
Der Film gewann acht internationale Auszeichnungen, darunter:
- 1950 den Prix Louis-Delluc als Bester Film
- 1951 den Silbernen Löwen bei den Internationalen Filmfestspielen von Venedig. Léonce-Henri Burel wurde dort für die Beste Kamera ausgezeichnet.[15]
- 1952 den Prix Méliès der Association Française de la Critique de Cinéma als Bester französischer Film.